# 대한민국 제8대 국회
제8대 대한민국 국회는 대한민국 국회 여덟 번째 회기로, 임기는 1971년 7월 1일부터 10월 유신으로 국회가 해산된 1972년 10월 17일까지이다. 대한민국 제8대 국회의원 선거(1971. 5. 25.)에서 선출된 204명(지역구 153, 전국구 51)으로 구성되었다.
임기는 1971년 7월 1일 시작되었으며, 개원일은 7월 26일이다. 개원일, 연장자인 유봉영 의원이 의장직무대행을 맡아 의장단 선출을 진행, 국회의장에 백두진, 국회부의장에 장경순, 정해영을 선출하였다.
1972년 10월 유신으로 국회가 해산될 때까지 국회가 8회(77~84회) 열렸다. 제78회 국회에서 통과된 국가보위에 관한 특별조치법과 관련하여 제79·80·81회 국회는 파행, 공전하였다.
- 제77회 국회(임시회, 1971. 7. 26.~1971. 8. 14.): 국회의장단 선출.
- 제78회 국회(정기회, 1971. 9. 1.~1971. 12. 29.): 국가보위에 관한 특별조치법 통과
- 제79회 국회(임시회, 1972. 1. 21.~1972. 2. 19.): 국가보위에 관한 특별조치법 통과와 관련하여 파행, 공전
- 제80회 국회(임시회, 1972. 3. 7.~1972. 4. 5.): 국가보위에 관한 특별조치법 통과와 관련하여 파행, 공전
- 제81회 국회(임시회, 1972. 5. 8.~1972. 6. 6.): 국가보위에 관한 특별조치법 통과와 관련하여 파행, 공전
- 제82회 국회(임시회, 1972. 7. 3.~1972. 8. 1.)
- 제83회 국회(임시회, 1972. 8. 10.~1972. 8. 31.)
- 제84회 국회(정기회, 1972. 9. 1.~1972. 10. 17.):  본디 120일(~1972. 12. 29.)로 결정하였으나, 10월 17일 국회 해산(10월 유신)

## 원구성

### 의장·부의장
|            | 1971년 7월 26일 ~ 1972년 10월 17일 |        |
| 국회의장   | 백두진                             | 백두진 |
| 국회부의장 | 장경순                             | 정해영 |

### 정당별 구성
| 교섭단체명 | 정당명     | 1971년 총선 당시 | 1971년 총선 당시 | 1971년 총선 당시 | 10월 유신 당시 | 10월 유신 당시 | 10월 유신 당시 |
| 교섭단체명 | 정당명     | 지역구           | 비례대표         | 합계             | 지역구         | 비례대표       | 합계           |
| ---------- | ---------- | ---------------- | ---------------- | ---------------- | -------------- | -------------- | -------------- |
| 민주공화당 | 민주공화당 | 86석             | 27석             | 113석            | 87석           | 27석           | 114석          |
| 신민당     | 신민당     | 65석             | 24석             | 89석             | 65석           | 24석           | 89석           |
| 비교섭단체 |            |                  |                  |                  |                |                |                |
| 국민당     | 1석        |                  | 1석              |                  |                |                |                |
| 민중당     | 1석        |                  | 1석              |                  |                |                |                |
| 무소속     |            |                  |                  | 1석              |                | 1석            |                |
| 계         | 계         | 153석            | 51석             | 204석            | 153석          | 51석           | 204석          |

### 상임위원회
| 위원회         | 이름            | 소속정당   |
| -------------- | --------------- | ---------- |
| 국회운영위원회 | 문태준 (정치인) | 민주공화당 |
| 법제사법위원회 | 고재필          | 민주공화당 |
| 외무위원회     | 이동원          | 민주공화당 |
| 내무위원회     | 차지철          | 민주공화당 |
| 재무위원회     | 김창근          | 민주공화당 |
| 경제광학위원회 | 김종철          | 민주공화당 |
| 국방위원회     | 민기식          | 민주공화당 |
| 문교공보위원회 | 양찬우          | 민주공화당 |
| 농림위원회     | 전휴상          | 민주공화당 |
| 상공위원회     | 오학진          | 민주공화당 |
| 보건사회위원회 | 오준석          | 민주공화당 |
| 교통체신위원회 | 장승태          | 민주공화당 |
| 건설위원회     | 서상린          | 민주공화당 |

## 의석 변동
| 날짜             | 이름            | 소속정당            | 선거구             | 사유                                     | 정당별 증감 | 의석 수                                            |
| ---------------- | --------------- | ------------------- | ------------------ | ---------------------------------------- | ----------- | -------------------------------------------------- |
| 1971년 7월 27일  | 김재춘          | 민중당 → 무소속     | 경기 김포군·강화군 | 제명                                     | ±1          | 민주공화당 113석 신민당 89석 국민당 1석 무소속 1석 |
| 1971년 10월 5일  | 길재호 → 김옥자 | 민주공화당          | 전국구             | 길재호 탈당으로 의원직 상실, 김옥자 승계 | -1          | 민주공화당 112석 신민당 89석 국민당 1석 무소속 1석 |
| 1971년 10월 5일  | 김성곤          | 민주공화당          | 경북 달성군·고령군 | 김성곤 탈당으로 의원직 상실              | -1          | 민주공화당 112석 신민당 89석 국민당 1석 무소속 1석 |
| 1971년 12월 14일 | 박준규          | 민주공화당          | 경북 달성군·고령군 | 보궐선거 당선                            | +1          | 민주공화당 113석 신민당 89석 국민당 1석 무소속 1석 |
| 1971년 12월 18일 | 조재봉          | 국민당 → 무소속     | 경북 예천군        | 제명                                     | ±1          | 민주공화당 113석 신민당 89석 무소속 2석            |
| 1972년 1월 21일  | 황종률 → 노진환 | 민주공화당          | 전국구             | 황종률 사망, 노진환 승계                 |             | 민주공화당 113석 신민당 89석 무소속 2석            |
| 1972년 5월 15일  | 김재춘          | 무소속 → 민주공화당 | 경기 김포군·강화군 | 입당                                     | ±1          | 민주공화당 114석 신민당 89석 무소속 1석            |

## 같이 보기
- 대한민국 제8대 총선
- 대한민국 제8대 국회의원 목록